# Mistrzostwa Europy w hokeju kobiet na trawie
Mistrzostwa Europy w hokeju na trawie kobiet – turniej najlepszych, europejskich, kobiecych reprezentacji krajowych w hokeju na trawie, rozgrywany obecnie co 2 lata (od 2003).
Po raz pierwszy o prymat na starym kontynencie walczono we Francji (w hali w Lille) w 1984 roku. Najwięcej tytułów mistrzowskich mają na swoim koncie Holenderki – trzynaście.
Reprezentacja Polski jak dotąd uczestniczyła tylko w 2015 roku w rozgrywkach.

## Medalistki Mistrzostw Europy
| Rok  | Gospodarz       | Złoto    | Srebro    | Brąz      | Polki      |
| 1984 | Lille           | Holandia | ZSRR      | RFN       | –          |
| 1987 | Londyn          | Holandia | Anglia    | ZSRR      | –          |
| 1991 | Bruksela        | Anglia   | Niemcy    | ZSRR      | –          |
| 1995 | Amsterdam       | Holandia | Hiszpania | Niemcy    | –          |
| 1999 | Kolonia         | Holandia | Niemcy    | Anglia    | –          |
| 2003 | Barcelona       | Holandia | Hiszpania | Niemcy    | –          |
| 2005 | Dublin          | Holandia | Niemcy    | Anglia    | –          |
| 2007 | Manchester      | Niemcy   | Holandia  | Anglia    | –          |
| 2009 | Amsterdam       | Holandia | Niemcy    | Anglia    | –          |
| 2011 | Mönchengladbach | Holandia | Niemcy    | Anglia    | –          |
| 2013 | Boom            | Niemcy   | Anglia    | Holandia  | –          |
| 2015 | Londyn          | Anglia   | Holandia  | Niemcy    | 8. miejsce |
| 2017 | Amstelveen      | Holandia | Belgia    | Anglia    | –          |
| 2019 | Antwerpia       | Holandia | Niemcy    | Hiszpania | –          |
| 2021 | Amstelveen      | Holandia | Niemcy    | Belgia    | –          |
| 2023 | Mönchengladbach | Holandia | Belgia    | Niemcy    | –          |
| 2025 | Mönchengladbach | Holandia | Niemcy    | Hiszpania | –          |

## Klasyfikacja medalowa wszech czasów Mistrzostw Europy (1984-2025)
| Pozycja | Państwo           | Złoto | Srebro | Brąz | Razem |
| ------- | ----------------- | ----- | ------ | ---- | ----- |
| 1.      | Holandia          | 13    | 2      | 1    | 16    |
| 2.      | Niemcy            | 2     | 8      | 5    | 15    |
| 3.      | Anglia            | 2     | 2      | 6    | 10    |
| 4.      | Hiszpania         | 0     | 2      | 2    | 4     |
| 5.      | Belgia            | 0     | 2      | 1    | 3     |
| 6.      | Związek Radziecki | 0     | 1      | 2    | 3     |